# Yoichiro Nambu
Yōichirō Nambu (南部 陽一郎, Nanbu Yōichirō) (Fukui, 18 de janeiro de 1921 - Osaka, 5 de julho de 2015) foi um físico estadunidense nascido em Tóquio, Japão. Conhecido por sua contribuição no campo da física teórica. Trabalhou na Universidade de Tóquio, foi professor emérito da Universidade de Chicago.
Foi galardoado com o Nobel de Física, "pela descoberta do mecanismo da quebra espontânea de simetria na física subatômica" em 2008.

## Carreira em física
Nambu propôs a "carga de cor" da cromodinâmica quântica, tendo feito um trabalho inicial sobre quebra espontânea de simetria na física de partículas, e tendo descoberto que o modelo de ressonância dupla poderia ser explicado como uma teoria da mecânica quântica de cordas. Ele foi considerado um dos fundadores da teoria das cordas. Depois de mais de cinquenta anos como professor, ele foi Henry Pratt Judson Distinguished Service Professor emérito no Departamento de Física da Universidade de Chicago e no Instituto Enrico Fermi.

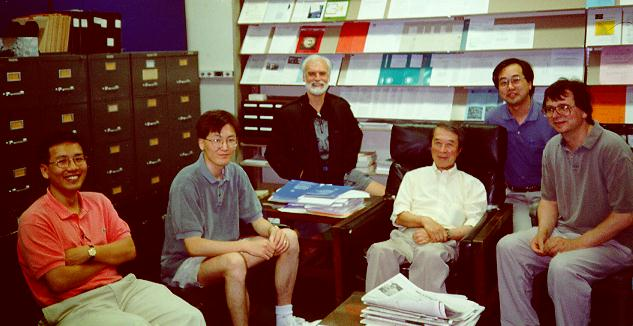
Nambu e associados em 1996

A ação Nambu-Goto na teoria das cordas tem o nome de Nambu e Tetsuo Goto. Além disso, bósons sem massa que surgem em teorias de campo com quebra espontânea de simetria são às vezes chamados de bósons de Nambu-Goldstone.

## Morte
Nambu morreu em Osaka no dia 5 de julho de 2015, mas sua morte foi anunciada apenas no dia 17 de julho de 2015 pela Osaka University, onde ele também era professor.